# Chudley-McCullough-Syndrom
Das Chudley-McCullough-Syndrom ist eine sehr seltene angeborene Erkrankung mit einer Kombination von Hörverlust beidseits und Fehlbildungen des Gehirns wie Balkenmangel, Heterotopien  und Arachnoidalzysten.
Synonyme sind: CMCS; Deafness, Sensorineural, with Partial Agenesis of the Corpus Callosum and Arachnoid Cysts; Deafness, Autosomal Recessive 82; Deafness, bilateral sensorineural, and hydrocephalus due to foramen of monro obstruction; DFNB82
Die Erstbeschreibung stammt aus dem Jahre 1997 durch die kanadischen Ärzte Albert E. Chudley, Carol McCullough und David W. McCullough.

## Verbreitung
Die Häufigkeit wird mit unter 1 zu 1.000.000 angegeben, bislang wurde über etwa 10 Betroffene berichtet. Die Vererbung erfolgt autosomal-rezessiv.

## Ursache
Der Erkrankung liegen Mutationen im GPSM2-Gen auf Chromosom 1 Genort p13.3 zugrunde, welches für den G Protein Signaling Modulator 2 kodiert.

## Klinische Erscheinungen
Klinische Kriterien sind:
- ausgeprägte beidseitige Schallempfindungsschwerhörigkeit bereits bei Geburt oder in den ersten Lebensjahren
- komplexe Fehlbildung des Gehirnes mit Balkenmangel, Kolpozephalie, Fokale kortikale Dysplasie und teilweise Arachnoidalzysten, Hydrozephalus, frontale Polymikrogyrie, vergrößerte Cisterna cerebellomedullaris, Dysplasie des Kleinhirnes und noduläre Heterotopie.[2]

## Diagnose
Die Veränderung ist bereits pränatal erkennbar.
Die Diagnose beruht auf BERA-Untersuchung und Bildgebung des Gehirnes mittels Magnetresonanztomographie.